# جاليتس
جاليتس (بالإنجليزية: Municipality of Žalec)‏ هي municipality of Slovenia تقع في سلوفينيا في .[بحاجة لمصدر] يقدر عدد سكانها بـ 20,335 نسمة ومساحتها 117.1 كم2 .